# Tisbe dobzhanskii
Tisbe dobzhanskii is een eenoogkreeftjessoort uit de familie van de Tisbidae. De wetenschappelijke naam van de soort is voor het eerst geldig gepubliceerd in 1972 door Volkmann-Rocco & Battaglia.